# Phụng Tân
Phụng Tân (chữ Hán giản thể: 奉新县, âm Hán Việt: Phụng Tân huyện) là một huyện thuộc địa cấp thị Nghi Xuân, tỉnh Giang Tây, Cộng hòa Nhân dân Trung Hoa. Huyện này có diện tích 1642 ki-lô-mét vuông, dân số năm 2005 là 304.000 người. Mã số bưu chính của huyện là 330700, mã vùng điện thoại là 0795. Chính quyền huyện đóng tại trấn Phùng Xuyên. 

## Hành chính
Huyện Phụng Tân được chia ra làm 13 đơn vị hành chính cấp hương, gồm 10 trấn và 3 hương. Ngoài ra huyện này còn quản lí 6 đơn vị tương đương cấp hương khác.
- Trấn: Phùng Xuyên (冯川镇), Xích Ngạn (赤岸镇), Xích Điền (赤田镇), Tống Phụ (宋埠镇), Can Châu (干洲镇), Tháo Hạ (澡下镇), Hội Phụ (会埠镇), La Thị (罗市镇), Thượng Phú (上富镇), Cam Phường (甘坊镇)
- Hương: Ngưỡng Sơn (仰山乡), Tháo Khê (澡溪乡), Liễu Khê (柳溪乡)

Đơn vị ngang cấp hương khác
- Khu công nghiệp huyện Phụng Tân (奉新县工业园区)
- Biện sự xứ Thạch Khê (石溪办事处)
- Khu danh thắng phong cảnh núi Bách Trượng (百丈山名胜风景区)
- Khu khai khẩn: Can Châu (干洲垦殖场), Đông Phong (东风垦殖场)
- Trang trại cá giống (农牧渔良种场)